# Baia Inutile

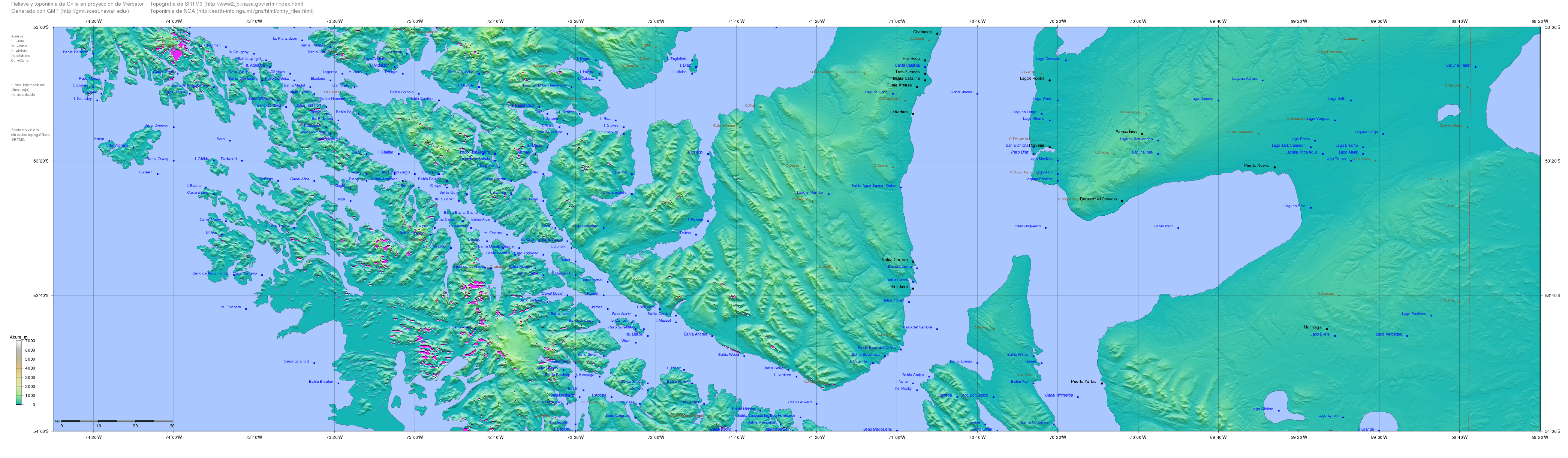
Mappa del Cile - Bahía Inútil.

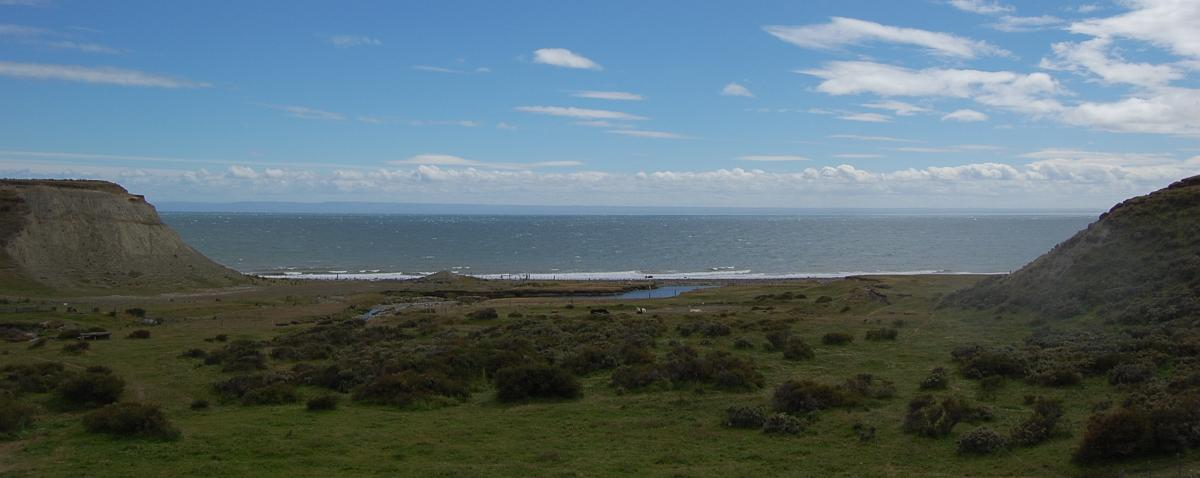
Vista di Bahía Inútil dalla Terra del Fuoco.

La baia Inutile (bahía Inútil in spagnolo) è una baia del Cile, nello Stretto di Magellano, sulla costa occidentale dell'Isola Grande della Terra del Fuoco. È un'estesa baia circondata da coste pianeggianti. Una strada costiera borda la baia in un interminabile susseguirsi di piccoli villaggi e insenature come Caleta Rosario, Armonía, Caleta Jorquera, Puerto Nuevo, Onaisin, Estancia La Florida, Villa Cameron e Timaukel.
Porta l'antico nome del comune di Timaukel ubicato nella Provincia di Tierra del Fuego, Regione di Magellano e dell'Antartide Cilena.